# Ángel Valbuena Prat
Ángel Valbuena Prat (Barcelona, 16 de mayo de 1900-Madrid, 2 de enero de 1977) fue un filólogo e historiador español de la literatura española, padre del también filólogo Ángel Valbuena Briones.

## Biografía
Barcelonés de origen, realizó sus estudios en la Universidad de Barcelona, para luego ocupar una plaza de profesor ayudante en la Universidad Central de Madrid. Su tesis doctoral, Los autos sacramentales de Calderón, le valió diversos premios. Tras un periplo por diversos centros universitarios (La Laguna, Puerto Rico, Barcelona, Cambridge...), finalmente, en un probable castigo por sus actitudes políticas de corte regionalista catalán, es trasladado a la Universidad de Murcia, en la que permanece durante más de veinticinco años
Su obra fundamental es su Historia de la literatura española, publicada por primera vez en 1937, novedosa y muy original en muchos aspectos, como han apuntado muy diversos críticos, se reeditó hasta en ocho ocasiones, la última de ellas en 1968, ampliándose con cada nueva revisión, y convirtiendo a Valbuena Prat en uno de los historiadores literarios más prestigiosos de la posguerra.
Además de esta obra, Valbuena Prat publicó numerosos estudios sobre literatura española a lo largo de su carrera, entre los que destacan Algunos aspectos de la moderna poesía canaria (1926), Calderón: su personalidad, su arte dramático, su estilo y sus obras (1941), Historia del teatro español (1956) o Estudios de literatura religiosa española: época medieval y edad de oro (1963), además de múltiples ediciones de autos sacramentales y comedias de Calderón, que había sido el autor, como hemos visto, objeto de su tesis doctoral.
También escribió novelas, Teófilo (1926) y 2+4 (1927), y poemarios como Dios sobre la muerte (1939).

## Obras

### Estudios literarios
- Los Autos Sacramentales de Calderón, tesis doctoral, 1924.
- Algunos aspectos de la moderna poesía canaria, 1926.
- La poesía española contemporánea, Madrid, CIAP, 1930.
- Historia de la Literatura Española, 1.ª ed., 1937; 8.ª ed., 1968.
- Calderón: su personalidad, su arte dramático, su estilo y sus obras, 1941.
- Historia del teatro español, 1956.
- Estudios de literatura religiosa española. Época medieval y edad de oro, 1963
- El horizonte crítico del 27: ensayos rescatados (1927-1932). Ed. y prólogo de David González Ramírez y Rafael Malpartida Tirado, Murcia, Real Academia Alfonso X el Sabio, 2011. - ISBN 978-84-96308-91-6

### Novelas
- Teófilo, 1926
- 2+4, 1927

### Poemarios
- Dios sobre la muerte, 1939